# Saint-Georges-du-Vièvre
Saint-Georges-du-Vièvre település Franciaországban, Eure megyében. Lakosainak száma 894 fő (2022. január 1.). Saint-Georges-du-Vièvre Saint-Étienne-l’Allier és Le Mesnil-Saint-Jean községekkel határos.

## Népesség
A település népessége az elmúlt években az alábbi módon változott:
| Lakosok száma | 706  | 556  | 573  | 674  | 804  | 853  | 884  | 887  | 889  | 894  |
|               | 1968 | 1982 | 1990 | 2006 | 2013 | 2015 | 2017 | 2019 | 2020 | 2022 |